# Алтан Тобчи
„Алтан Тобчи“ („Златната история“) е национална хроника и сборник правила по държавно управление, написана в Монголия около 1604 г.
Включва и части от по-ранни книги, включително откъси от писаната през 13 век „Тайна история на монголите“.